# Віллі Лехтенбергер
Віллі Лехтенбергер (нім. Willi Lechtenbörger; 2 лютого 1914, Боттроп — 27 серпня 1943, Атлантичний океан) — німецький військовий інженер, капітан-лейтенант-інженер резерву крігсмаріне.

## Біографія
Дипломований інженер. В 1935 році вступив на флот. З серпня по жовтень 1940 року — головний інженер підводного човна U-60, з січня 1941 по вересень 1942 року — U-201, з 1 січня 1943 року — U-847. 27 серпня 1943 року човен був потоплений у Саргасовому морі (28°19′ пн. ш. 37°58′ зх. д.) торпедою «Евенджера» з ескортного авіаносця ВМС США «Кард». Всі 62 члени екіпажу загинули.

## Звання
- Оберкочегар резерву (30 вересня 1935)
- Машиненмат резерву (13 березня 1938)
- Машиніст резерву (13 серпня 1938)
- Лейтенант-цур-зее-інженер резерву (27 вересня 1939)
- Оберлейтенант-цур-зее-інженер резерву (1 листопада 1941)
- Капітан-лейтенант-інженер резерву (13 липня 1944)

## Нагороди
- Медаль «За вислугу років у Вермахті» 4-го класу (4 роки)
- Нагрудний знак підводника (10 вересня 1940)
- Залізний хрест
  - 2-го класу (10 вересня 1940)
  - 1-го класу (21 травня 1941)
- Німецький хрест в золоті (30 вересня 1942)
- Лицарський хрест Залізного хреста (4 вересня 1943. посмертно)